# Josip Lisac
‎Josip Lisac, hrvaški jezikoslovec, dialektolog in akademik, * 23. november 1950, (Gornji?) Turni pri Delnicah, Gorski kotar, Hrvaška.